# 이병헌 (영화 감독)
이병헌(1980년 7월 23일 ~ )은 대한민국의 영화 감독, 각본가이다. 2008년 영화 《과속스캔들》을 각색하며 영화계에 데뷔하였다.

## 학벌
- 가천대학교 글로벌 경제학과

## 생애
《냄새는 난다》(2009)의 감독을 맡았으며 제4회 대전독립영화제 장려상, 제7회 아시아나국제단편영화제에서 최우수 국내작품상을 수상하였다. 이후 《써니》(2011) 스크립터와 각색에 참여하였으며, 《네버엔딩 스토리》(2012)의 원작을 맡았다.《힘내세요, 병헌씨》(2012)로 서울독립영화제 관객상을 받았으며, 제9회 제주영화제 개막작으로 선정되어 호평을 받았다.《출출한 여자》(2013) 중 2편 '금기의 맛'의 각본과 연출을 담당하였으며, 《타짜: 신의 손》(2014)의 시나리오를 각색하였다. 2014년 10월 《스물》의 감독으로 참여한 바 있다.

## 작품 활동

### 영화
- 《냄새는 난다》(2009) - 감독
- 《써니》(2011) - 스크립터와 각색
- 《네버엔딩 스토리》(2012) - 원안
- 《힘내세요, 병헌씨》(2012) - 감독
- 《타짜: 신의 손》(2014) - 각색
- 《스물》(2014) - 감독
- 《극한직업》 (2019) - 감독
- 《드림》 (2023) - 감독
- 《달짝지근해》 (2023) - 각본

### 드라마
- 《출출한 여자 - 2화 금기의 맛》(2013) - 각본과 연출
- 《먹는 존재》 (2015, 네이버 TV캐스트) - 이병헌 역
- 《긍정이 체질》(2016, 네이버 TV) - 감독
- 《멜로가 체질》 (2019, JTBC) - 극본과 연출
- 《최종병기 앨리스》 (2022, 왓챠) - 총감독
- 《닭강정》 (2024, 넷플릭스)
- 《다 이루어질지니》 (2025, 넷플릭스)

## 수상
- 2019년 제8회 대한민국 베스트 스타상(한국영화배우협회) 베스트 감독상- 극한직업
- 2019년 제3회 안양申필름예술영화제 신상옥감독상 - 극한직업
- 2019년 제21회 우디네 극동영화제 관객상 - 극한직업
- 2015년 제4회 스타의밤 대한민국톱스타상(한국영화배우협회) 대한민국 신인감독상 - 스물
- 2012년 제38회 서울독립영화제 관객상 - 힘내세요, 병헌씨
- 2010년 제4회 대전독립영화제 장려상 - 냄새는 난다
- 2009년 제7회 아시아나국제단편영화제 최우수 국내작품상 - 냄새는 난다